# Дирндль
Дирндль (нем. Dirndl, бав. Diandl) — современный костюм, стилизованный под традиционный наряд населения немецкоговорящих альпийских регионов.

## История
Данный костюм, вопреки бытующему мнению, является исключительно продуктом представлений городского населения о сельском наряде. Сам дирндль появился в 70-80-х годах XIX века, во времена, когда идеи национализма получили распространение у многих представителей высших и средних классов, обитавших в городах. Ключевую роль в создании костюма сыграли братья Мориц и Юлиус Валлах, основавшие в 1890 году «Volkstunsthaus» (Мюнхен). В 1910 году в честь 100-летия «Октоберфеста» братья бесплатно раздали его посетительницам платья, очень напоминающие народные костюмы Баварии. С тех пор дирндль приобрел широкую популярность среди немецкой интеллигенции. Фоном для такой популярности дирндля послужило устоявший в культуре контраст между якобы «искусственностью» и «развратом» городского общества с «исконным» и «естественным» укладом деревенской жизни.
Современный вид костюма появился в национал-социалистической среде. Под руководством Гертруды Пезендорфер было создано Центральное бюро немецких костюмов Национал-социалистической женской организации. Главной целью бюро было избавить костюм от «чрезмерных влияний церкви и индустриализации». Таким образом, наряд значительно изменился. Был убран закрытый воротник, рукава, сузился силуэт, а юбка была укорочена до колен.

## Описание
Верхняя часть костюма состоит из блузы с корсажем или облегающим лифом, нижняя — из широкой юбки из пёстрой ткани (обычно «в цветочек»), в складку или сборку, с обязательным ярким небольшим фартуком; по традиции шьётся из натуральных тканей. Название костюма пошло от нем. Dirndl — краткая употребительная форма от нем. Dirndlkleid — букв. «платье девушки»; нем. Dirndl на баварском диалекте — «молодая девушка» (слово восходит к нем. Dirn — «крестьянская девушка»).
Таким образом одевались альпийские крестьянки. Костюм популярен в регионе до сих пор (главным образом в Баварии и Австрии). Являясь традиционным, в большинстве случаев надевается в национальные праздники.
Дирндль чрезвычайно популярен среди девушек во время проведения Октоберфеста в Мюнхене. В Баварии и Австрии платье можно часто видеть на женщинах, работающих в сфере туризма и пивных садах. В России используется как форма официанток в ресторанах «Максимилианс».